# Shampoo
Shampoo (Шампу́) — британский девичий дуэт 1990-х годов. Наиболее известная песня и визитная карточка коллектива — «Trouble» с их дебютного альбома 1994 года We Are Shampoo. (Эта песня также звучала в сериале Mighty Morphin Power Rangers). Другая их известная песня — «Girl Power» (1996).
Музыкальный сайт AllMusic кратко характеризует коллектив как «дуэт панк-роковых кукол Барби, едва вышедших из подросткового возраста».

## Состав
- Жа́ки Блейк (англ. Jacqui Blake, полное имя: Jacqueline Blake; род. 23 ноября 1974 в Вулиджее, Лондон)
- Кэ́рри Эскью (англ. Carrie Askew, полное имя: Caroline Askew; род. 4 мая 1977 в Пламстеде, Лондон)

## Дискография

### Альбомы
- См. «Shampoo (band) § Discography» в английском разделе.

### Синглы
| Год  | Сингл                                          | Чарты | Чарты |
| Год  | Сингл                                          | UK    | JP    |
| ---- | ---------------------------------------------- | ----- | ----- |
| 1993 | «Blisters and Bruises»                         | –     | –     |
| 1993 | «Bouffant Headbutt»                            | –     | –     |
| 1994 | «Trouble»                                      | 11    | 81    |
| 1994 | «Viva La Megababes»                            | 27    | –     |
| 1995 | «Delicious»                                    | 21    | 76    |
| 1995 | «Trouble» (переиздание)                        | 36    | –     |
| 1995 | «War Paint» (только в Японии)                  | –     | –     |
| 1996 | «Girl Power»                                   | 25    | 22    |
| 1996 | «I Know What Boys Like»                        | 42    | –     |
| 1996 | «Yea Yea Yea (Tell Me Baby)» (только в Японии) | –     | 95    |

- «Trouble» также достигла 16 места в Нидерландах и 17-х мест в Австралии и Бельгии[4].